# OpenEXR
OpenEXR je rastrový grafický formát s otevřeným zdrojovým kódem vyvinutý společností Industrial Light & Magic (ILM). Byl navržen pro ukládání obrazových souborů s vysokým dynamickým rozsahem (HDR) a vysokou barevnou přesností, a proto se často využívá v počítačové grafice, ve vizuálních efektech a animacích.
Soubory tohoto formátu mají příponu .exr.

## Vlastnosti
OpenEXR (kráceně EXR) je 16-bitový nebo 32-bitový floating-point formát, který dokáže zpracovávat obrazová data s vysokým dynamickým rozsahem (HDR) a velmi přesnými barvami, což ho činí ideálním pro použití ve filmové produkci a dalších náročných oblastech.
Formát umožňuje reprezentovat dynamický rozsah výrazně vyšší než většina formátů: 30 expozičních kroků (f-stops) bez ztráty přesnosti a dalších 10 expozičních kroků s malou ztrátou přesnosti. Pro srovnání, většina 8-bitových formátů dosahuje dynamického rozsahu 7 až 10 expozičních kroků. Při použití 16-bitového formátu nabízí barevné rozlišení až 1024 kroků na 1 expoziční krok. Oproti tomu většina 8-bitových formátů nabízí rozlišení mezi 20 až 70 kroky na 1 expoziční krok.

### Komprese
Formát podporuje různé kompresní metody, a to jak bezeztrátové (lossless), které uchovávají veškeré detaily obrazu, tak i ztrátové (lossy), které mírně snižují kvalitu ve prospěch úspory dat. Bezeztrátové kompresní metody umožňují zmenšení velikosti souborů na 35 až 55 % původní velikosti.
Aktuální verze formátu (OpenEXR 3.3.1) podporuje 9 kompresních algoritmů: bezeztrátové RLE, ZIP, ZIPS, PIZ a ztrátové PXR24, B44, B44A, DWAA, DWAB.

### Kanály
OpenEXR může využívat a kombinovat libovolný počet různých kanálů. Patří mezi ně kanály pro model RGB (červená, zelená, modrá), alfa (pro průhlednost), luminace (jas) spolu se dvěma subsamplovanými chroma kanály, kanály pro hloubku nebo pohybové vektory.

### Metadata
Formát umožňuje k obrazovým souborům ukládat dodatečná metadata, která mohou obsahovat údaje například o postupu zpracování, pozici kamery nebo směru pohledu. Tyto informace lze následně zpracovat v odpovídajícím softwaru, nebo naopak ignorovat v programech, které z OpenEXR formátu potřebují načíst pouze obrazové informace a ostatním atributům nerozumí.

### Ukládání pixelů
V souborech OpenEXR mohou být pixely uloženy buď ve formě skenovacích řádků (scan lines), nebo jako dlaždice (tiles).
Soubory, které mají pixely uloženy ve formě dlaždic, podporují multi-rezoluční obrázky – tedy různé verze jednoho obrázku s různým rozlišením uložené v jediném souboru. Soubory tohoto typu jsou často označovány jako “mipmaps” nebo “ripmaps” a běžně se používají v 3D renderovacích programech, kde urychlují filtrování při vyhledávání textur.
Pixely uložené ve formě dlaždic umožňují náhodný přístup k obdélníkovým podoblastem obrázku, což zajišťuje rychlý přístup k různým detailům bez nutnosti neustálého renderování všech informací. To je užitečné zejména pro rychlé přiblížení (zoomování) a posouvání (panning) v programech, které interaktivně zobrazují velmi velké obrázky.

## Nástroje pro práci s OpenEXR
OpenEXR se široce používá v nástrojích pro počítačovou grafiku a vizuální efekty, jako jsou:
- Adobe After Effects[7]
- Blender[8]
- Autodesk Maya[9]
- Nuke[10]